# Jaune de Naples

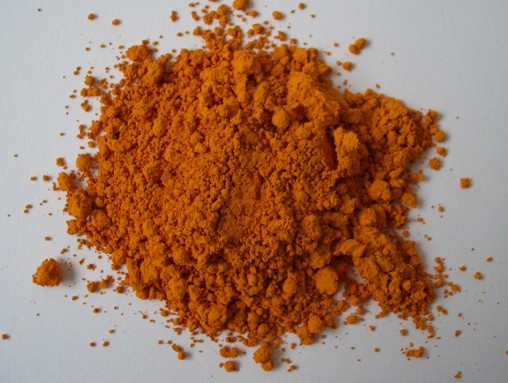
Jaune de Naples synthétique (PBr24)

Le jaune de Naples est un jaune d'une grande variété de nuances, entre le jaune soufre et le jaune rosé. 

## Composition
Le jaune de Naples véritable (PY41) ou jaune antimoine est un antimoniate de plomb.
À l'origine, le minerai brut aurait été extrait du tuf volcanique napolitain (Mont Vésuve), d'où son nom, mais rapidement la couleur fut fabriquée artificiellement à partir d'antimoniate de plomb associé à du sulfate de chaux, un mélange doublement toxique. 
Charles Coffignier donne comme éléments constituants du jaune de Naples : la céruse, le sulfate d'antimoine, l'alun calciné et le chlorure d'ammonium. 
À cause de sa toxicité, le jaune de Naples est aujourd'hui un pigment marginal. Les fabricants de couleurs le remplacent par des mélanges de pigments (jaune de cadmium, oxyde de fer, blanc de zinc) aboutissant à des teintes variées. Aujourd'hui, cette appellation du XVIIe siècle désigne plutôt une teinte qu'une composition chimique.

## Caractéristiques
Le jaune de Naples est à l'origine un jaune semi couvrant et siccatif, allant du jaune pâle à un ocre jaune orangé. 
Comme toutes les couleurs à base de plomb et de soufre, elle était réputée relativement stable, pouvant noircir en réaction avec certains métaux.